# Zhou Yi
Zhou Yi (chinesisch 周易, Pinyin Zhōu Yì; * 14. März 2005 in Peking) ist ein chinesischer Tennisspieler.

## Persönliches
Zhou begann erst mit zehn Jahren mit dem Tennissport. Zuvor spielte er Badminton.

## Karriere
Zhou spielte von 2019 bis 2023 auf der ITF Junior Tour. 2023 nahm er an allen vier Grand-Slam-Turnieren teil und war dort besonders im Einzel erfolgreich. Bei den US Open stand er im Viertelfinale, während er bei den Australian Open die Runde der letzten Vier erreichte. Bei weiteren Turnieren der niedrigeren Kategorien J500 bis J200 war er sehr erfolgreich, sodass er in der Junioren-Rangliste im März 2023 Platz 3 erreichte.
Bedingt durch die restriktive Politik Chinas mit der COVID-19-Pandemie konnte Zhou das gesamte Jahr 2022 keine Turniere spielen. Sein erstes Profiturnier spielte er auf der drittklassigen ITF Future Tour Anfang 2023. Im Juni erreichte er dort sein erstes Halbfinale. Bei seinem ersten Turnier der höherdotierten ATP Challenger Tour in Zhuhai, wo er nur dank einer Wildcard teilnehmen konnte, gewann er zwei Matches und erreichte das Viertelfinale. Einen Monat später erhielt Zhou ebenfalls eine Wildcard für das Turnier der ATP Tour in Zhuhai, wo er zum Auftakt gegen Christian Garín einen Satz gewinnen konnte. Mit selbigem Ergebnis nahm er einen Monat beim ATP-Turnier in Peking teil, wo er auf Alejandro Davidovich Fokina traf. Sein bestes Ergebnis im Doppel war der Halbfinaleinzug beim Challenger in Shenzhen an der Seite von Bai Yan. In der Weltrangliste steht Zhou im Einzel und Doppel in den Top 900. Im September 2023 gab Zhou zudem sein Debüt für die chinesische Davis-Cup-Mannschaft, wo er gegen Ernesto Escobedo verlor.